# Evangeliario de Soissons

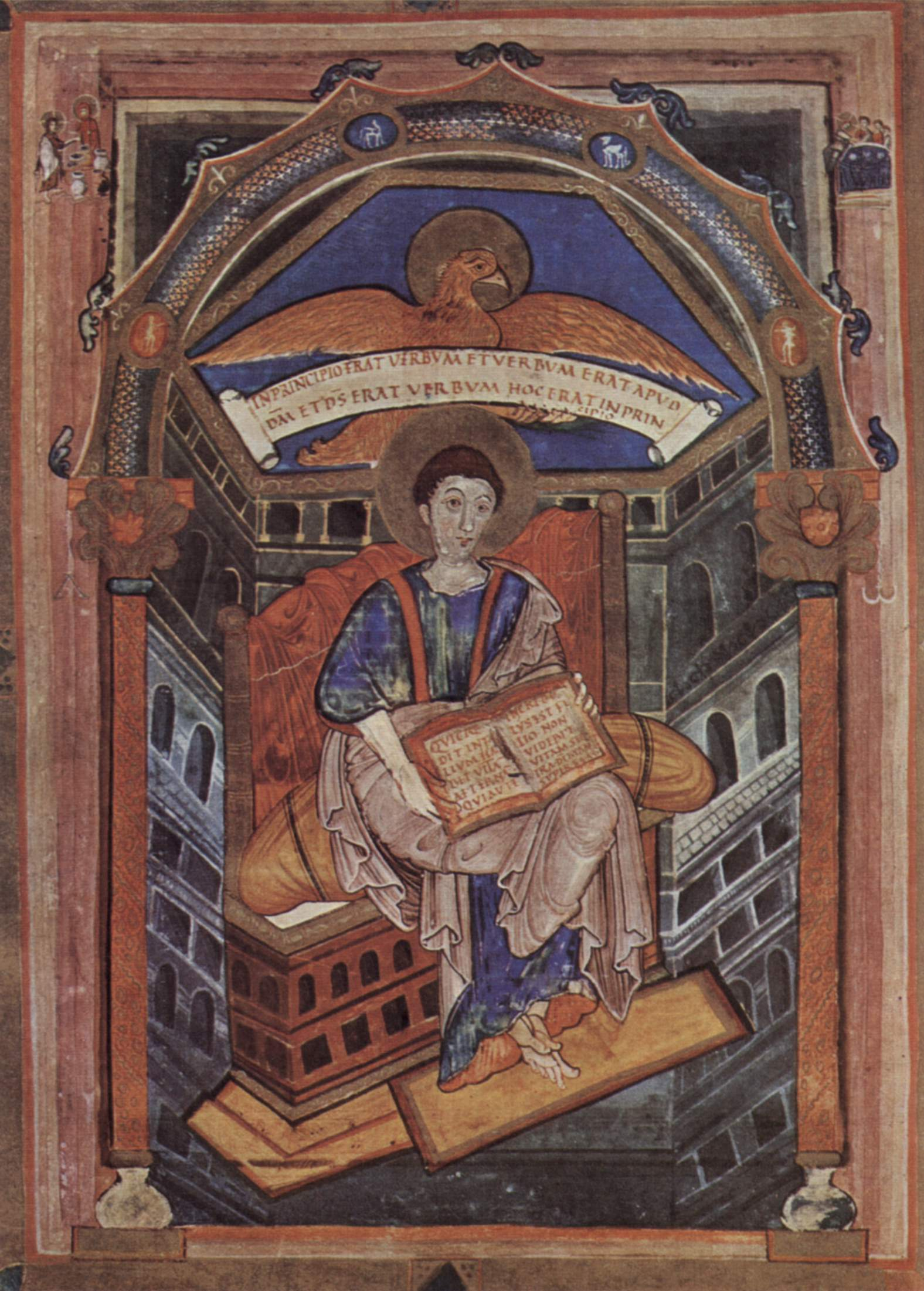
Juan el Evangelista.

El llamado Evangeliario de San Médard en Soissons es un manuscrito iluminado carolingio que se realizó antes del año 827. En este año, Luis el Piadoso y su esposa Judith de Baviera donaron el códice a la abadía de Saint-Médard de Soissons. El manuscrito procede probablemente de la llamada "escuela de la corte de Carlomagno" y fue creado durante los últimos años de la vida del mismo. Se considera la obra más destacada de esta escuela de pintura.
El evangeliario consta de 239 hojas de pergamino y mide 362 x 267 mm. El manuscrito está iluminado con seis miniaturas que llenan toda la página y 12 sacras. Las ilustraciones muestran una Maiestas Domini, cuatro imágenes de los Evangelistas, la Fuente de la juventud y el Cordero de Dios. El texto del magnífico manuscrito está escrito casi en su totalidad en caligrafía uncial dorada. El manuscrito llegó a París en 1790 y se encuentra en la Biblioteca Nacional de Francia desde el siglo XIX (Ms. Lat. 8850).